# 헨나디 케르네스

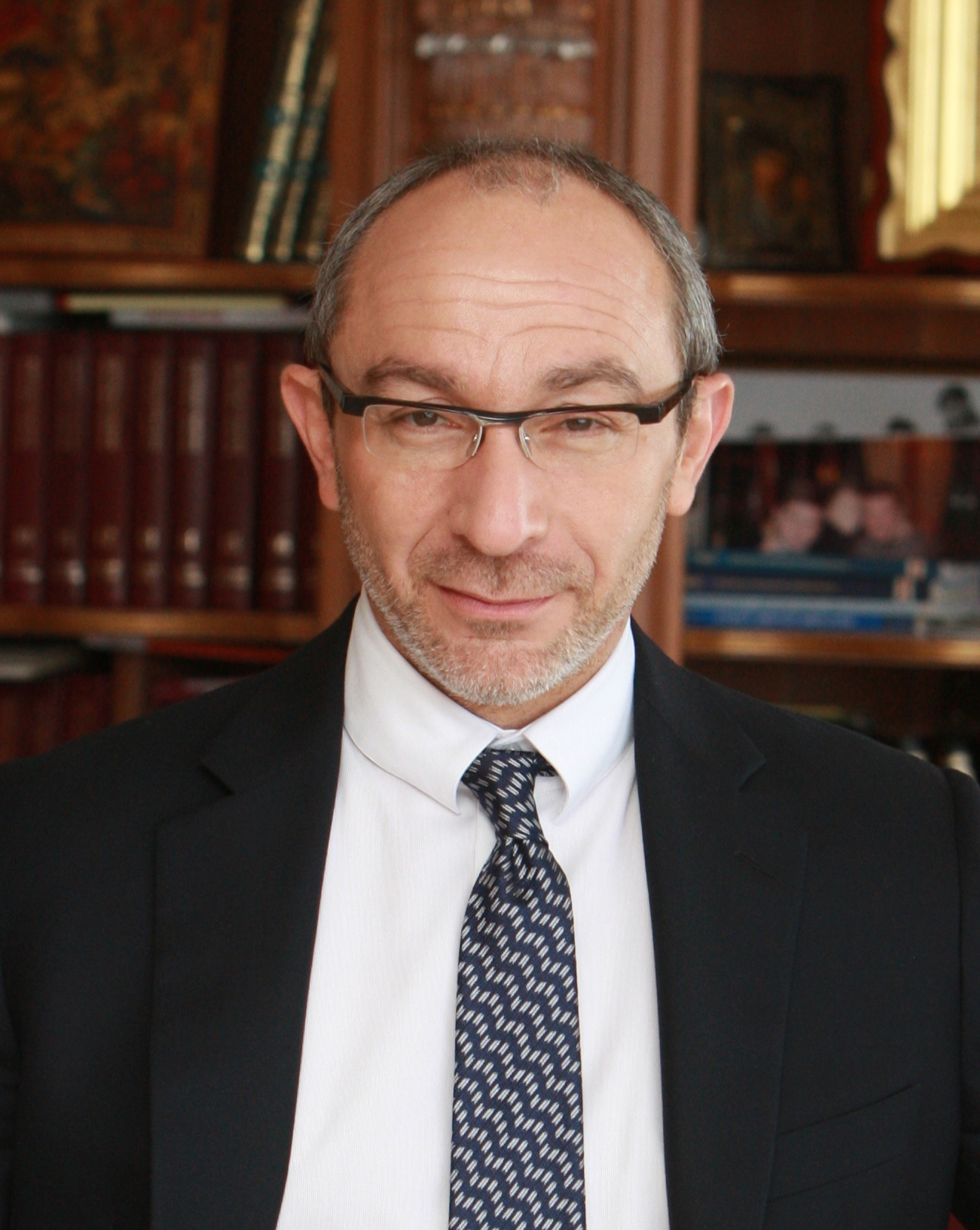
헨나디 케르네스

헨나디 아돌포비치 케르네스(우크라이나어: Геннадій Адольфович Кернес, 러시아어: Генна́дий Адо́льфович Ке́рнес 겐나디 아돌포비치 케르네스[*], 1959년 6월 27일 ~ 2020년 12월 17일)는 우크라이나의 정치인이다.
하르키우의 유대인 가정에서 태어났다. 야로슬라프 무드리 국립 법학 대학교에서 법학을, 하르키우 대학교에서 행정학을 전공하였다.
1998년 하르키우 시의회에서 세 번의 임기를 지냈다. 2010년에는 근소한 표차로 하르키우 시장에 당선되었다.
케르네스는 빅토르 야누코비치를 지지하는 등 강력한 친러시아 행보를 보였다. 2013-2014년 유로마이단 시위 때 케르네스는 반대 시위를 조직하고 티투슈키를 고용했다는 의혹을 받았다.
2014년 4월 28일 케르네스는 등에 저격총을 맞았다. 생명을 위협할 정도의 상처였지만 수술을 받고 이스라엘의 병원으로 옮겼다. 회복한 뒤에는 계속 휠체어를 썼다. 그는 2015년 재선되었다.
코로나19 범유행중인 2020년 8월 케르네스는 코로나19에 감염되어 8월 23일 이후로 공식석상에 참석하지 않았다. 9월 17일 치료를 받기 위해 독일 샤리테 대학 병원으로 옮겼다. 10월 25일 병상에서 하르키우 시장에 세번째로 당선되었지만, 12월 17일 그의 사망이 발표되었다.